# Lakshan Kodikara
Pasindu Lakshan Kodikara (* 16. Mai 1999) ist ein sri-lankischer Sprinter, der sich auf den 400-Meter-Lauf spezialisiert und auch im 400-Meter-Hürdenlauf an den Start geht. 2023 wurde er Asienmeister in der 4-mal-400-Meter-Staffel.

## Sportliche Laufbahn
Erste internationale Erfahrungen sammelte Lakshan Kodikara bei den Juniorenasienmeisterschaften 2018 in Gifu, bei denen er im Hürdenlauf Rang sechs erreichte und über die flache Distanz in 46,96 s die Silbermedaille hinter seinem Landsmann Aruna Dharshana gewann. Zudem siegte er auch mit der sri-lankischen 4-mal-400-Meter-Staffel in 3:08,70 min. Damit qualifizierte er sich für die U20-Weltmeisterschaften im finnischen Tampere, bei denen mit der Staffel im Finale den achten Rang erreichte. Ende August nahm er erstmals an den Asienspielen in Jakarta teil und wurde dort mit der Staffel in 3:02,74 min Vierter. Im Jahr darauf siegte er mit der Staffel in 3:08,04 min bei den Südasienspielen in Kathmandu. 2023 verhalf er der Staffel bei den Asienmeisterschaften in Bangkok zum Finaleinzug und trug somit zum Gewinn der Goldmedaille bei. Auch bei den Asienspielen im Oktober in Hangzhou kam er im Vorlauf zum Einsatz und trug damit zum Gewinn der Bronzemedaille bei.
2023 wurde Kodikara sri-lankischer Meister in der Mixed-Staffel.

## Persönliche Bestleistungen
- 400 Meter: 46,65 s, 3. August 2018 in Colombo
- 400 m Hürden: 52,56 s, 6. Mai 2018 in Colombo